# Norman’s Law

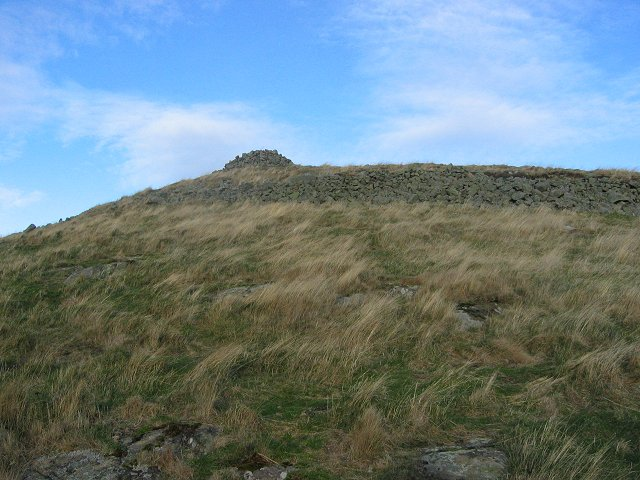
Norman’s Law

Norman’s Law ist eine eisenzeitliche Befestigung auf einem 285 m hohen Gipfel am Ostende der Ochil Hills. Sie liegt bei Dunbog nahe dem Firth of Tay, acht Kilometer östlich von Newburgh in Fife in Schottland.
Der felsige Gipfel des Hügels ist von einer ovalen Mauer umgeben, die etwa 50,0 × 30,0 m misst. Der Komplex hat seinen Zugang auf der Nordostseite. Die heutige Form stellt wahrscheinlich die letzte Phase der Hügelbefestigung dar. Im Gipfelbereich sind die Reste von Rundhütten und Ackerterrassen sichtbar. Auf den niedriger liegenden Terrassen sind die Reste von Mauern erkennbar, die wohl zur Befestigung gehören.